# Folco il Venerabile
Folco il Venerabile, in francese: Foulques o Foulque (840 circa – Compiègne, 17 giugno 900), è stato un arcivescovo, abate e teologo francese, arcivescovo di Reims dall'883, fu il leader dell'opposizione al re dei Franchi occidentali Oddone.

## Biografia
La famiglia di Folco appartiene ad una parentela franca affine a quella carolingia un cui ramo trapiantato in Italia è chiamato dagli storici "Guidoni" o "Lambertingi", i quali ascesero al trono italico e imperiale. Il fratello Anscario fu il primo marchese di Ivrea e il capostipite della dinastia degli Anscarici. Secondo gli ultimi studi sull'argomento il padre fu un Amedeo, conte di Langres, che si unì in matrimonio con una sorella di quel Lamberto conte di Nantes che, venuto in Italia intorno all'863, fu padre di Guido I di Spoleto (841-868) ed avo del futuro protettore di Anscario in Italia, Guido re (889-894). Anscario ebbe quindi legami di parentela con Guido re, ma non ne era fratello come per lungo tempo si credette sulla base d'una errata interpretazione d'un passo di Liutprando.
Inizialmente fu chierico di palazzo alla corte di Carlo il Calvo. Nell'877 fu eletto abate benedettino di San Bertino.
Il 7 marzo 883 venne nominato arcivescovo di Reims e ricevette l'ordinazione episcopale qualche tempo dopo. Folco restaurò la cattedrale.
Come vescovo, mantenne una corrispondenza con il re del Wessex Alfredo il Grande riguardo ai bisogni della Chiesa inglese e rimproverò la regina Richilde per quello che considerava un comportamento irregolare.
Dopo la deposizione dell'imperatore Carlo il Grosso, tentò invano di far nominare re dei Franchi occidentali il suo parente Guido II di Spoleto, sostenne che solo i principi di sangue carolingio avrebbero potuto a buon diritto diventare re. Pertanto nell'888 Folco dette il proprio appoggio dapprima al re dei Franchi orientali Arnolfo di Carinzia, figlio naturale di Carlomanno di Baviera e poi al giovane Carlo il Semplice, figlio postumo di Luigi il Balbo e fratellastro di Carlomanno II di Francia, opponendosi senza successo all'elezione di Oddone, conte di Parigi. Nell'893 riuscì tuttavia a far salire al trono di Francia Carlo, il quale assunse il nome di Carlo III, dapprima associato a Oddone e poi come unico re nell'898. Nello stesso anno divenne cancelliere del regno. Si prodigò per escludere le proprietà della Chiesa dall'amministrazione dei nobili
Secondo Flodoardo, il re concesse a Folco l'abbazia di St. Vaast ad Arras, che era detenuta in precedenza da Baldovino II di Fiandra, che il re sospettava di infedeltà. Il 17 giugno 900, mentre viaggiava con una piccola scorta per incontrare Carlo, fu ucciso da uomini al servizio di Baldovino. Poco dopo, papa Benedetto IV scomunicò Baldovino per l'omicidio.